# Макмэн, Линда
Линда Мари Макмэн (англ. Linda Marie McMahon, урождённая Эдвардс; род. 4 октября 1948, Нью-Берн, Северная Каролина, США) — американский политик, бизнесвумен. Министр образования США с 3 марта 2025 года. Администратор Управления по делам малого бизнеса с 14 февраля 2017 года по 12 апреля 2019 года.

## Биография
Линда Мари Эдвардс родилась 4 октября 1948 года в городе Нью-Берн, Северная Каролина. Она была единственным ребёнком в семье и росла «пацанкой», играя в баскетбол и бейсбол. Её родители работали на военной базе морской пехоты Черри-Пойнт. Она выросла в консервативной баптистской семье, но в более зрелом возрасте перешла в католицизм.
В возрасте 13 лет познакомилась с Винсом Макмэном, которому тогда было 16 лет. Её мать работала в том же здании, что и мать Макмэна, но они не были знакомы.
Мать Макмэна стала хорошей подругой семьи Эдвардс, и Винсу, который жил с несколькими жестокими отчимами, нравилось ощущение стабильности, которое он испытывал в их доме. Эдвардс и Макмэн встречались на протяжении школьных лет; она училась в средней школе Хэвелок, а он — в военной школе Фишберн в Вирджинии. В это время Винс был постоянным гостем в её доме и часами проводил время с Линдой и её семьей.
Вскоре после окончания школы Макмэн предложил ей выйти за него замуж. Они поженились 26 августа 1966 года, когда ей было 17, а ему 21. В 1966 году она поступила в Восточно-Каролинский университет, где получила степень бакалавра по французскому языку. Академическая программа, которую она прошла, была разработана для подготовки учителей. С 1968 по 1971 год Винс работал разъездным продавцом чашек, а затем присоединился к компании отца мужа, World Wide Wrestling Federation (WWF, ныне WWE). Их сын Шейн родился в 1970 году, а дочь Стефани в 1976.
Линда Макмэн вместе с мужем Винсом Макмэном основала компанию спортивных развлечений Titan Sports, Inc. (ныне — WWE), где с 1980 по 2009 год работала президентом и генеральным директором. За это время компания выросла из регионального предприятия на северо-востоке США до крупной транснациональной корпорации. Она периодически появлялась на экране, в частности, в сюжетной вражде со своим мужем, которая завершилась на шоу WrestleMania X-Seven.
В 2009 году она покинула WWE, чтобы баллотироваться в Сенат США от штата Коннектикут от республиканцев, но проиграла демократу Ричарду Блументалю на всеобщих выборах 2010 года. В 2012 году она была кандидатом от республиканцев на другое место в Сенате Коннектикута, но проиграла демократу Крису Мёрфи.
В ноябре 2016 года было объявлено, что Макмэн станет Администратором Управления по делам малого бизнеса в первой администрации президента США Дональда Трампа.
29 марта 2019 года администрация Дональда Трампа объявила, что Макмэн уйдет с поста администратора управления по делам малого бизнеса, чтобы взять на себя новые обязанности в рамках новой предвыборной кампании Трампа (она возглавила комитет политических действий Трампа «Америка прежде всего»).